# Eliana Paco Paredes
Eliana Paco Paredes (sinh năm 1982) là một nhà thiết kế thời trang người Aymara Bolivia bản địa đến từ La Paz. Vào năm 2016, sau khi trưng bày các thiết kế chola của mình tại Tuần lễ thời trang Bolivia vào tháng 6, cô đã được công nhận tại thành phố New York, tham gia vào tuần lễ thời trang tháng 9.

## Tiểu sử
Ban đầu làm thư ký ở La Paz, Eliana Paco được truyền cảm hứng từ mẹ cô, nghệ nhân Cecilia Paredes, để chuyển sang thời trang. Sau khi được đào tạo cần thiết, cô bắt đầu thiết kế quần áo theo truyền thống cholita địa phương vào năm 2005. Do nhu cầu ngày càng tăng đối với phong cách địa phương được gọi là chola speedña, cô đã giới thiệu màu sắc và họa tiết mới. Năm 2016, nhà thiết kế Pierre Dulanto đã mời cô tham gia Tuần lễ thời trang New York tháng 9. Bộ sưu tập được gọi là Pachamama (Đất mẹ) được trình bày bởi 12 người mẫu quốc tế. Đó là lần đầu tiên thời trang cholita được trình chiếu ở New York.
Phụ nữ chola bản địa ở La Paz được biết đến với mũ Bowler, áo choàng (khăn choàng), polleras (váy) và enaguas (váy lót). Luis Revilla, thị trưởng La Paz, tự hào khi thấy các thiết kế của Paco đã được trình diễn tại tuần lễ thời trang New York. Ông bày tỏ hy vọng rằng "các thiết kế của cô, phản ánh bản sắc của người phụ nữ địa phương từ La Paz, tạo ra một xu hướng trong ngành thời trang toàn cầu."
Được National Geographic phỏng vấn, Paco giải thích rằng các thiết kế của cô không chỉ được bán tại cửa hàng của cô ở La Paz mà còn được gửi đến các vùng trong cả nước. Chúng cũng được xuất khẩu sang các nước Nam Mỹ khác và tới cả Tây Ban Nha và Ý.